# ظهير الدين بن العطار
الصَّاحبُ الوزير أبُو بكرٍ ظهيرُ الدِّين منصُور بن نصر بن الحُسَين العطَّار الحرَّانيُّ البغداديُّ (533 - ذو القُعدة 575 هـ / 1138 - أبريل 1180 م) المعرُوف اختصارًا باسم ظَهِيرُ الدِّين بن العطَّار أو ابن العطَّار، هو وزيرٌ وكاتب في الخِلافة العبَّاسيَّة، وكان مسؤول بيتِ المال للخليفة حسن المستضيء بأمر الله، ولفترة أيام للخليفة أحمد الناصر لدين الله قبل أن يزجه الأخير في السَّجن حتى مات.
نشأ ابن العطَّار لأسرة مرمُوقة، وتعلَّم وأتقنه، وبعد أن تُوفي والده، ورث عنه تركةً كبيرة، فكان كثير العطاء، وأصبح يُخالط مسؤولي الدَّولة، حتى أصبح صديقًا مُقربًا للحسن بن الخليفة المُستنجد بالله. بعد أن بُويع الحسن، والذي لُقب المُستضيء بأمر الله في سنة 566 هـ / 1170 م، منح ابن العطَّار وصُولًا سهلًا إلى دار الخلافة، فأوكل إليه الكتابة، وفي هذه الأحداث كانت التطوُّرات في العالم الإسلامي تتسارع ويُعاد تشكيلها، فقد تمكن الملك النَّاصر صلاحُ الدِّين الأيُّوبي من إزالة الدَّولة الفاطِميَّة كُليًا وخطب للخليفة العبَّاسي بعد قُرابة 200 عامًا من خُروج مصر عن الخُطبة للخُلفاء العبَّاسيين. فظهر الفرح في عُموم العاصِمة العبَّاسيَّة بغداد وتزينت بألوان الزينة والأعلام، وقد أرسل الخليفة بالخلع والأعلام السُّود مُهنئًا للملك الأيُّوبي.
استمر ابن العطَّار كاتبًا للخليفة حتى حلول يوم 4 ذو القعدة سنة 573 هـ / مايو 1178 م، حيث اُغتيل الوزير المُخضرم عضُد الدين أبُو الفرج من قبل أحد الباطنيين، وعلى إثر ذلك، أمر الخليفة المُستضيء بترقية ابن العطَّار وزيرًا للبلاد، والذي تسلَّم صلاحيات كبيرة لدولة مُمتدة من البصرة إلى سامراء لا تزال تعاني من الاضَّطرابات والضَّعف التي خلَّفها السَّلاجقة وحرائق وضعف البنية في العاصمة بغداد بفعل عوامل عديدة، إلا أنه عُرف بالإدارة الحسنة والسيرة العطِرة لدى الكثير من الناس، إلا أنه كان مكرُوهًا من قبل الشيعة، فقد كان شديدًا عليهم ويُبعدهم عن المشهد السياسي أو الإداري.
تُوفي الخليفة المُستضيء في 4 ذو القعدة سنة 575 هـ / 5 أبريل 1180 م، فقام الوزير ابن العطَّار بترتيب نقل الخلافة إلى وليُّ العهد، أحمد والذي تلقَّب بالنَّاصر لدين الله، ولم يكُن الخليفة الجديد مُرتاحًا إلى ابن العطَّار، فأبقاه مسؤولًا لأيامٍ معدودة، قبل أن يأمر بالقبض عليه في 7 ذو القعدة / 8 أبريل من نفس العام، فسُجن أيَّامًا، حتى أضحى قتيلًا في السَّجن وكان عليه آثار ضربٍ، وذلك بعد أن أمضى وزيرًا قُرابة عامين، وتُوفي عن 42 عامًا. استوزر الخليفة النَّاصر لدين الله من بعده، سُليمان بن جاووش، والذي لُقب حُسام الدين.

## نشأته

### النشأة والظُّهور
نشأ ابن العطَّار لأسرة مرموقة اجتماعيًا، فكان أبُوه من كبار التجَّار، مما منحهُ تعليمًا جيدًا، فتفقه وسمع من ابن ناصر، وابن الزَّاغوني. تُوفي والده في شبابه، مما ترك له ثروةً بين يديه، فبسط يده، وخالط الدَّولة ومسؤوليها وكان يبذل الكثير من العطايا والأموال حتى استطاع الوصول إلى البلاط العبَّاسي، وحصل على لقائه بالحَسَن بن الخليفة يُوسف المُستنجد بالله، والذي تولى الخلافة لاحقًا بعد أبيه، وأصبح يُلقب المُستضيء بأمر الله.

### في عهد المُستضيء
بعد أن بُويع المُستضيء بأمر الله للخلافة بعد أبيه، تولَّى ظهيرُ الدِّين بن العطَّار الكتابة لهُ وعُين أيضًا صاحبًا للمخازن في بغداد سنة 566 هـ / 1170 م، وكان يبلغ نحوٌ من 33 عامًا. وفي هذه الأحداث كانت التطوُّرات في العالم الإسلامي تتسارع ويُعاد تشكيلها، فقد تمكن الملك النَّاصر صلاحُ الدِّين الأيُّوبي من إزالة الدَّولة الفاطِميَّة وخطب للخليفة العبَّاسي بعد قُرابة 200 عامًا من الخُطبة للفاطميين، وقد ظهر الفرح في عُموم العاصِمة العبَّاسيَّة بغداد وتزينت، وقد أرسل من بغداد بالخلع والأعلام السُّود إلى الملك الأيُّوبي. قام أحد الباطنيين باغتيال الوزير عضُد الدين في 4 ذو القعدة سنة 573 هـ / 27 أبريل 1178 م، ومن ثم أصدر الخليفة المُستضيء قرارًا بتسليم مقاليد الوزارة إلى ابن العطَّار، ما جعله يُولي ويعزل من رأى. وإلى جانب حُسن سيرته وإدارته وكثرة عطائه، إلا أنه كان ذا سُطوةٍ ونقمةً وعذابًا على الشِّيعة، على حد تعبير الحافظ المُؤرِّخ شمسُ الدين الذَّهبيُّ.

### في عهد النَّاصر
بعد وفاة الخليفة المُستضيء بأمر الله في 4 ذو القعدة سنة 575 هـ / 5 أبريل 1180 م، رتَّب الوزير ابن العطَّار جنبًا إلى جنب مع ذو الرياستين مجد الدين، والقاضي ضياءُ الدين الشَّهرزُوريُّ أخذ البيعة لأحمد بن المُستضيء، والذي لُقب النَّاصر لدين الله. لم يكُن النَّاصر مُرتاحًا إلى الوزير ابن العطَّار، فأبقاه مسؤولًا عن الخزانة لأيامٍ معدودة، ثم قبض عليه في 7 ذو القُعدة سنة 575 هـ / 8 أبريل 1180 م. كان السَّبب في القبض على ابن العطَّار، أن الخليفة النَّاصر قد أمر خالص الخادم بتسلُّم لحف الجَبَل والبندنْجين، وهي مناطق من العاصمة بغداد، فجاء أستاذ الدَّار أبُو الفضل بن الصَّاحب إلى ابن العطَّار يأمره بالتوقيع لخالص الخادِم كما أمر أميرُ المُؤمنين، إلا أن ابن العطَّار استعظم ذلك، ورفض الامتثال لقرار الخليفة، فأمر الأخير بالقبض عليه وسجنه في التَّاج العتيق، فعُذب بانواع العذاب حتى حتى قضى المنيَّة من أثر التعذيب.

## وفاته
تُوفي ظهيرُ الدِّين ابن العطَّار بعد أيامًا من القبض عليه وإيداعه السَّجن في منتصف ذو القعدة سنة 575 هـ / منتصف أبريل 1180 م، وذلك عن عُمر 42 عامًا، ثم سُمح بردِّه إلى أهله، وكان فيه آثار ضربٍ، فحُمل إلى بيت أخته، وكُفِّن، وتم إخراجهُ بعد الصَّبح خوفًا من إثارة شغب ضده بسبب سوء سُمعته بين بعض العوام، وخاصةً بين الشيعة، إلا أنهم علموا بموعد إخراجه، فلما خرج كفنُه، ولم يكُن وراؤه من أشياعه، بدأ الناس برجمه، حتى وقع التابوت، وتمزَّق الكفن، وظهر جُثمانه، وأصبح يُسحب بحبل من قدميه، والصِّبيان يهتفون بسُخرية، وذلك في 15 ذو القعدة 575 هـ / 14 أبريل 1180 م. ويُعلِّق المُؤرِّخ ابن الأثير على الحادثة مُتأسفًا على ما حدث قائلًا: «هذا فعلهم به - يقصد العامَّة - مع حُسن سيرته فيهم، وكفِّه عن أموالهم وأعراضهم».

### فهرس المنشورات
1. ↑  ابن الأثير (2005)، ص. 1746.
2. ↑  ابن الأثير (2005)، ص. 1747.
3. ↑  "ص5 - كتاب مضمار الحقائق وسر الخلائق - اخلافة الناصر لدين الله - المكتبة الشاملة". shamela.ws. مؤرشف من الأصل في 2024-04-03. اطلع عليه بتاريخ 2024-04-03.
4. ↑  "ذكر وقعة ظهير الدين بن العطار وقتله". المكتبة الشَّاملة. 3 أبريل 2023. مؤرشف من الأصل في 2024-04-03. اطلع عليه بتاريخ 2023-04-03.
5. 1 2  "ذكر وقعة ظهير الدين بن العطَّار وقتله". المكتبة الشَّاملة. مؤرشف من الأصل في 2024-04-03. اطلع عليه بتاريخ 2024-04-03.
6. ↑  ابن الأثير (2005)، ص. 1773.

### فهرس الوب
1. 1 2 3 4  التاريخ، تراحم عبر. "ابن العطار (منصور بن نصر الحراني البغدادي أبي بكر ظهير الدين)". tarajm.com. مؤرشف من الأصل في 2024-04-02. اطلع عليه بتاريخ 2024-04-02.
2. ↑  "ظهير الدين ابن العَطَّار". islamic-content.com (بar-SA). Archived from the original on 2024-04-02. Retrieved 2024-04-02.{{استشهاد ويب}}:  صيانة الاستشهاد: لغة غير مدعومة (link)

### معلومات المنشورات كاملة
الكتب مرتبة حسب تاريخ النشر
- ابن الأثير الجزري (2005)، الكامل في التاريخ، مراجعة: أبو صهيب الكرمي، عَمَّان: بيت الأفكار الدولية، OCLC:122745941، QID:Q123225171